# Ціллертальські Альпи
Ціллертальські Альпи (нім. Zillerthaler Alpen, італ. Alpi Alirine), частина Східних Альп у межах Австрії і Італії.
- Довжина близько 60 км.
- Висота до 3510 м (гора Гран-Піластро).

Складені переважно гнейсами і кристалічними сланцями.
До висоти 2000—2200 м — ліси (з буку, ялини, ялиці), вище — чагарники, луки, осипи, скелі, льодовики.
| Австрія | Це незавершена стаття з географії Австрії. Ви можете допомогти проєкту, виправивши або дописавши її. |

| Італія | Це незавершена стаття з географії Італії. Ви можете допомогти проєкту, виправивши або дописавши її. |